# Sony Center

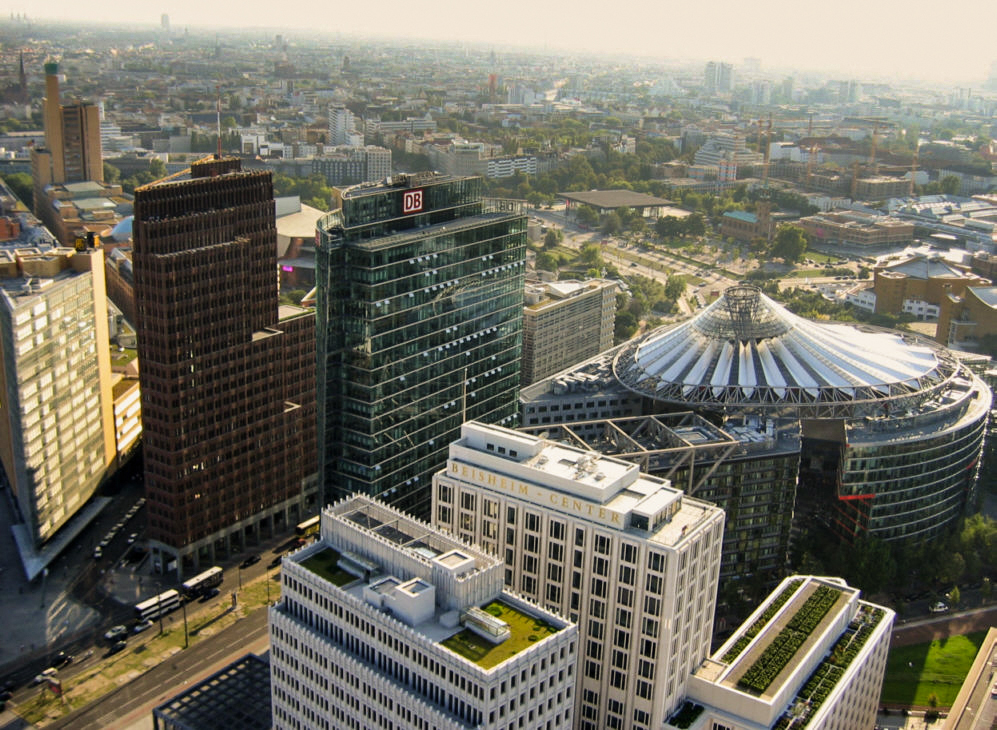
Купол Sony Center з висоти пташиного польоту

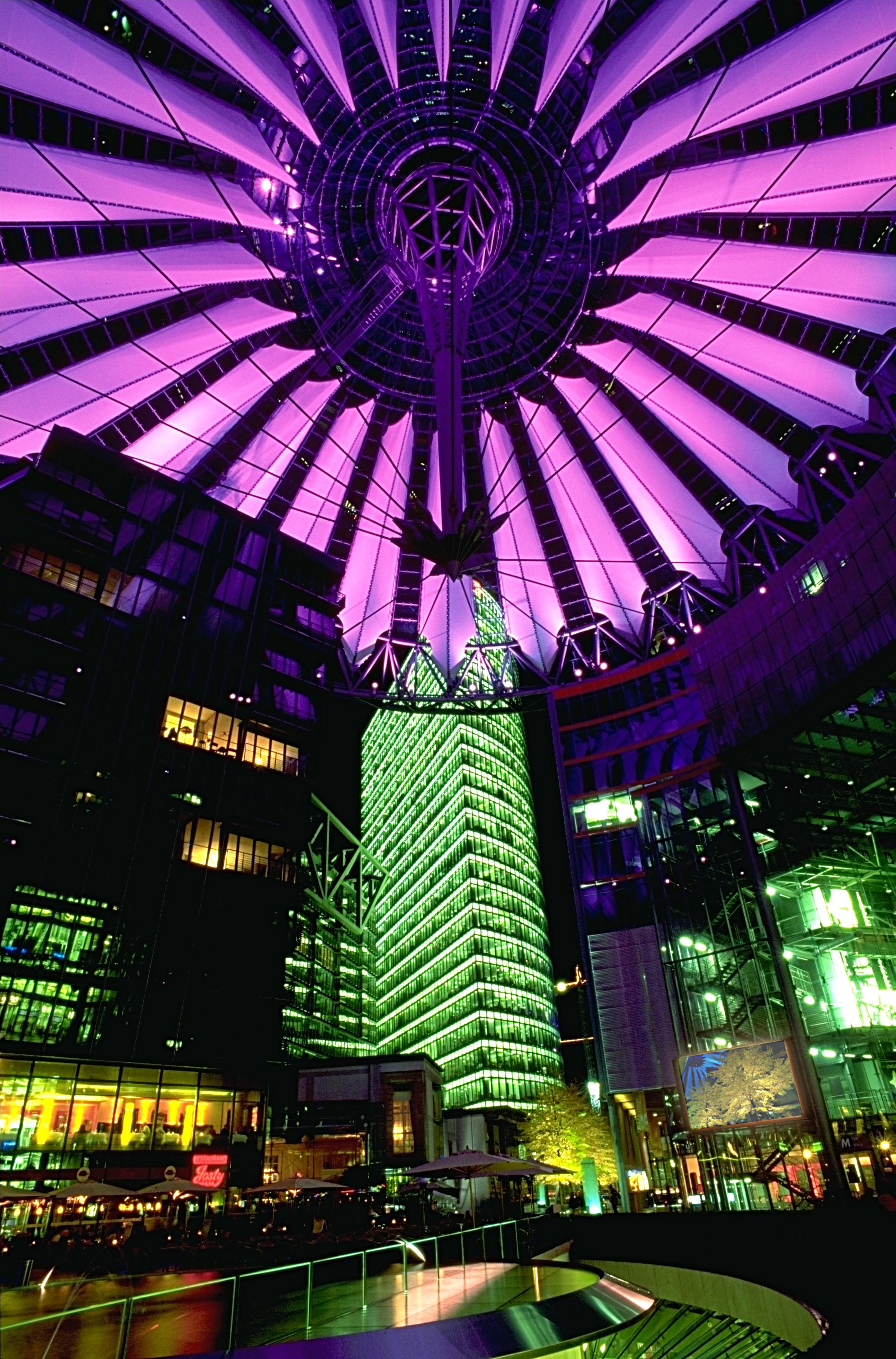
Форум Sony Center вночі

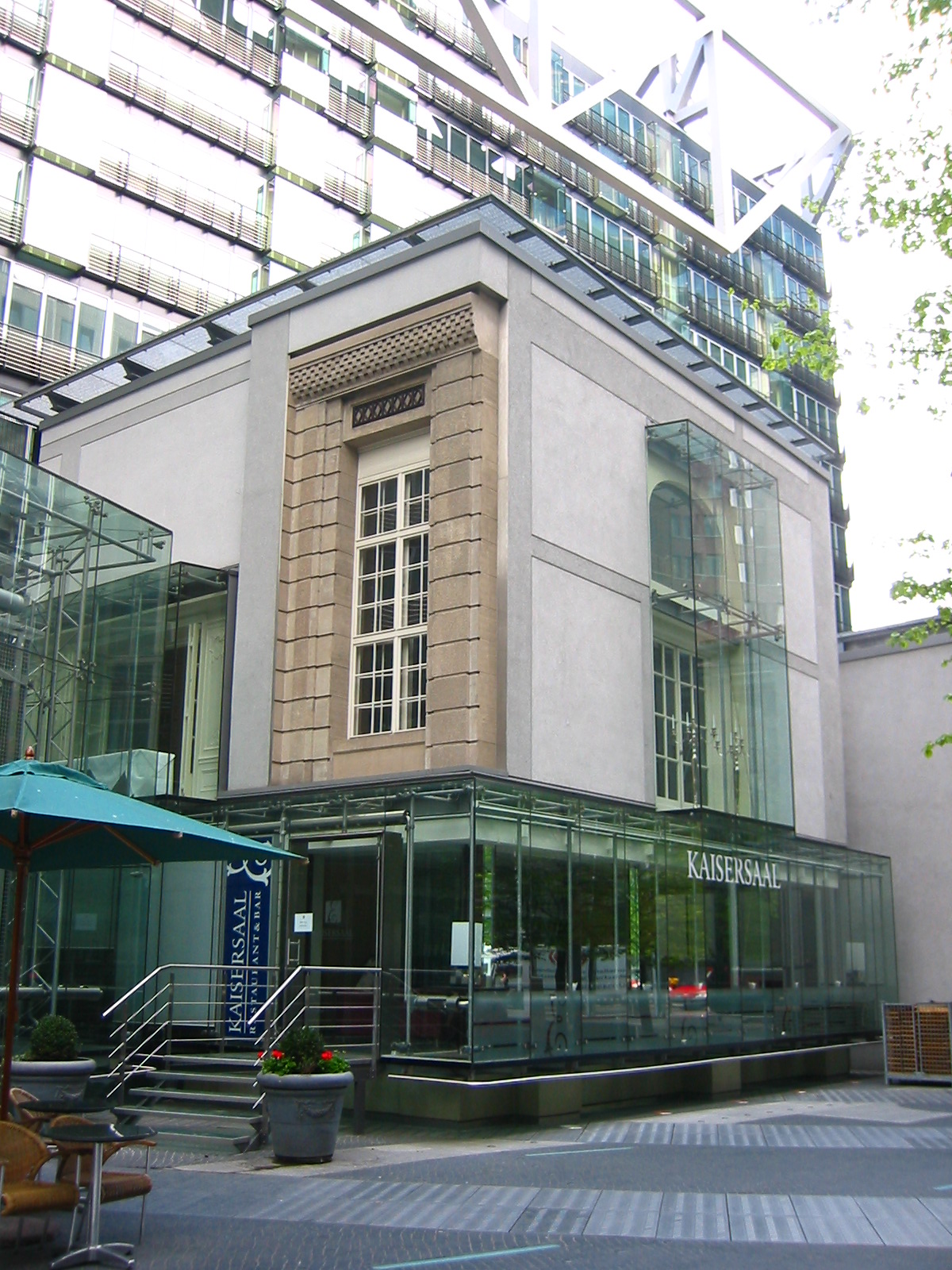
Імператорський зал готелю «Еспланада» на новому місці Sony Center

Sony Center — ансамбль будинків на Потсдамській площі в центрі німецької столиці, один із символів нового Берліна.
Sony Center, що складається з семи будівель, був побудований за проектом архітектора Гельмута Яна в центральному окрузі Берліна на площі в 26 тисяч кв. м. за чотири роки. Розважальна зона центру відкрилася вже 20 січня 2000 року, а відкриття всього комплексу, призначеного як для роботи, так і для житла і дозвілля, відбулося 14 червня 2000 року. У червні 2000 року тут відкрився унікальний Музей кіно. Sony Center утворює формою трикутник, на вершині якого знаходиться BahnTower висотою 103 метри. Крім нього до складу Sony Center входять ще три висотних будівлі. Будівництво Sony Center обійшлося в 750 млн євро.
Ансамбль зі скла і сталі включає в себе овальний форум громадського призначення, не відокремлений від прилеглих вулиць. Конструкція даху являє собою видатне інженерне рішення. Шатровий дах закріплений на сталевому кільці, що лежить на оточуючих будівлях, і покликаний символізувати святу для японців гору Фудзіяму. За японськими повір'ями камі живуть у горах, але оскільки в Берліні немає гір, для камі тим самим було створено штучний притулок, щоб компанія Sony і в Європі перебувала під захистом камі. В одній з семи футуристичних споруд навпроти Берлінської філармонії на Кемпельплац знаходиться і європейський центральний офіс компанії Sony.
Історичне ядро Sony Center утворюють збережені елементи готелю «Еспланада». Так званий Імператорський зал (нім. Kaisersaal), вага якого складає 1 300 тонн, був пересунутий на повітряних подушках на 70 м для того, щоб розширити Потсдамську вулицю і забезпечити нову транспортну розв'язку. Зал для сніданків готелю «Еспланада», який охороняється державою як пам'ятка архітектури, був розібраний на 500 частин, а потім був відновлений разом з Імператорським залом на новому місці Sony Center і нині прикрашає ресторан з історичною назвою «Кафе Йості».
Ці непередбачені роботи по збереженню пам'яток архітектури обернулися значними фінансовими витратами. Так, для 20-метрового скляного фасаду була розроблена спеціальна конструкція канатної мережі, яка накрила пам'ятник архітектури. Над старовинним будинком, охоронюваним державою, за високими технологіями був побудований міст, який веде до нового житлового комплексу класу люкс Residence Esplanade.
У Sony Center на загальній площі в 132,5 тисячі кв. м. розташувалися офіси, житлові приміщення, кінотеатр, розважальний центр і підприємства роздрібної торгівлі і гастрономії.

## Власники
У лютому 2008 року Sony продала в Берлінський Sony Center за менш ніж 600 млн. євро групі інвестиційних фондів Німеччини та США, включаючи інвестиційний банк Morgan Stanley, Corpus Sireo та афілійовану компанію The John Buck Company.  Група продала Sony Centre  Національній пенсійній службі Південної Кореї за € 570 млн. у 2010 році.